# HK Homel
HK Homel (biał. Хакейны Клуб Гомель – Chakiejny Klub Homel, ros. Хоккейный Клуб Гомель – Chokkiejnyj Klub Homel) – białoruski klub hokeja na lodzie z siedzibą w Homlu.

## Historia
W związku z inwazją Rosji na Ukrainę w dniu 28 lutego 2022 IIHF ogłosiła, że zawieszono udział wszystkich drużyn narodowych i klubowych z Rosji i Białorusi każdej kategorii wiekowej we wszystkich zawodach i imprezach federacji do odwołania, co skutkowało niedopuszczeniem drużyn HK Homel do występu w Superfinale Pucharu Kontynentalnego 2021/2022.

## Sukcesy

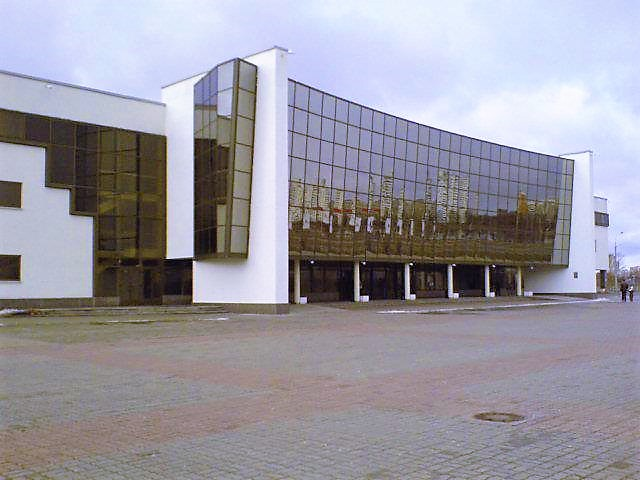
Lodowisko klubu

- Złoty medal mistrzostw Białorusi (1 raz): 2003
- Srebrny medal mistrzostw Białorusi (2 razy): 2009, 2021
- Brązowy medal mistrzostw Białorusi (7 razy): 2004, 2010, 2012, 2014, 2015, 2016, 2017
- Puchar Białorusi (6 razy): 2003, 2004, 2007, 2012, 2013, 2017
- Drugie miejsce we Wschodnioeuropejskiej Lidze Hokejowej: 2003, 2004
- Drugie miejsce w Pucharze Kontynentalnym: 2004

## Szkoleniowcy
W przeszłości trenerami w klubie byli m.in. Jurij Szundrow, Władimir Mielenczuk, Aleksandr Aleksiejew, Alaksandr Andryjeuski, Ihar Stefanowicz, Uładzimir Kopać, Aleh Ramanau, Walerij Woronin (2013-2014). Od 2014 do 2015 trenerem był ponownie Alaksandr Andryjeuski. W połowie 2015 trenerem został Andriej Sidorienko, a w składzie szkoleniowym znaleźli się Kazachowie Aleksandr Poliszczuk, Andriej Pczelakow, Białorusini Siarhiej Staś i Alaksandr Szumidub. W 2016 trenerem pozostał Sidorienko oraz Staś i Szumidub, a do sztabu dołączył jako asystent Rosjanin Igor Żylinski. Miejsce S. Stasia zajął Aleh Chmyl. W 2017 głównym trenerem został Chmyl, a asystentami pozostali Pczelakow i Szumidub (drugi z nich zmarł w lipcu 2019). Aleh Chmyl pozostawał głównym trenerem w Homlu do stycznia 2019. W tym samym miesiącu jego następcą został Siarhiej Staś. Latem 2019 do sztabu zespołu wszedł Dzmitryj Ausiannikau. W lutym 2020 do sztabu dołączył Alaksiej Szczabłanau. W połowie 2022 do sztabu wszedł Jewgienij Kowyrszyn.